# Maréchal Niel (rose)
'Maréchal Niel' est un cultivar de rosier grimpant obtenu en 1864 par le rosiériste français Giraud Pradel. Il a fait sensation à son époque car il existait peu de variétés de roses jaunes . Il est dédié au maréchal Niel (1802-1869), ministre de la Guerre de Napoléon III.

## Description
Ce rosier donne de grandes fleurs (8 cm à 12 cm de diamètre) très doubles aux pétales jaune clair ou jaune doré légèrement en pointe. Sa floraison est très remontante en climat doux. Son buisson grimpant s'élève de 3,05 mètres à 4,55 mètres pour une envergure d'1,85 mètre à 2,50 mètres. 
Ce rosier doit être exposé au soleil (mais pas au soleil brûlant pour que les pétales gardent leur couleur) et surtout à l'abri du vent. Il ne supporte pas le froid (zone de rusticité 7b ou 8b) et a donc besoin d'avoir le pied protégé en hiver et ne peut pousser qu'en serre en Europe centrale ou en Europe du Nord. Il est parfait dans les jardins méditerranéens. Il se contente de terre légère voire sablonneuse. Il serait issu d'un semis d'un autre rosier de Noisette, 'Isabella Gray' (Pradel, 1858). Ses roses parfumées tiennent très bien en vase et il est encore cultivé en serre pour les fleurs coupées.
Tchekhov avait planté des roses 'Maréchal Niel' dans le jardin de sa villa de Yalta en Crimée.

## Descendance
Il a donné naissance entre autres aux variétés suivantes :
- 'Souvenir de Pierre Notting' (Soupert & Notting, 1903), par croisement avec 'Maman Cochet' (Cochet, 1892)
- 'Lemon Pillar' (George Paul, 1915) par croisement avec 'Frau Karl Druschki' (Lambert, 1901)
- 'Diamond Jubilee' (Boerner, 1947) par croisement avec 'Feu Pernet-Ducher' (Mallerin, 1935)
- 'Golden Vision' (Clark, 1922) par croisement avec Rosa gigantea